# Peter Pace

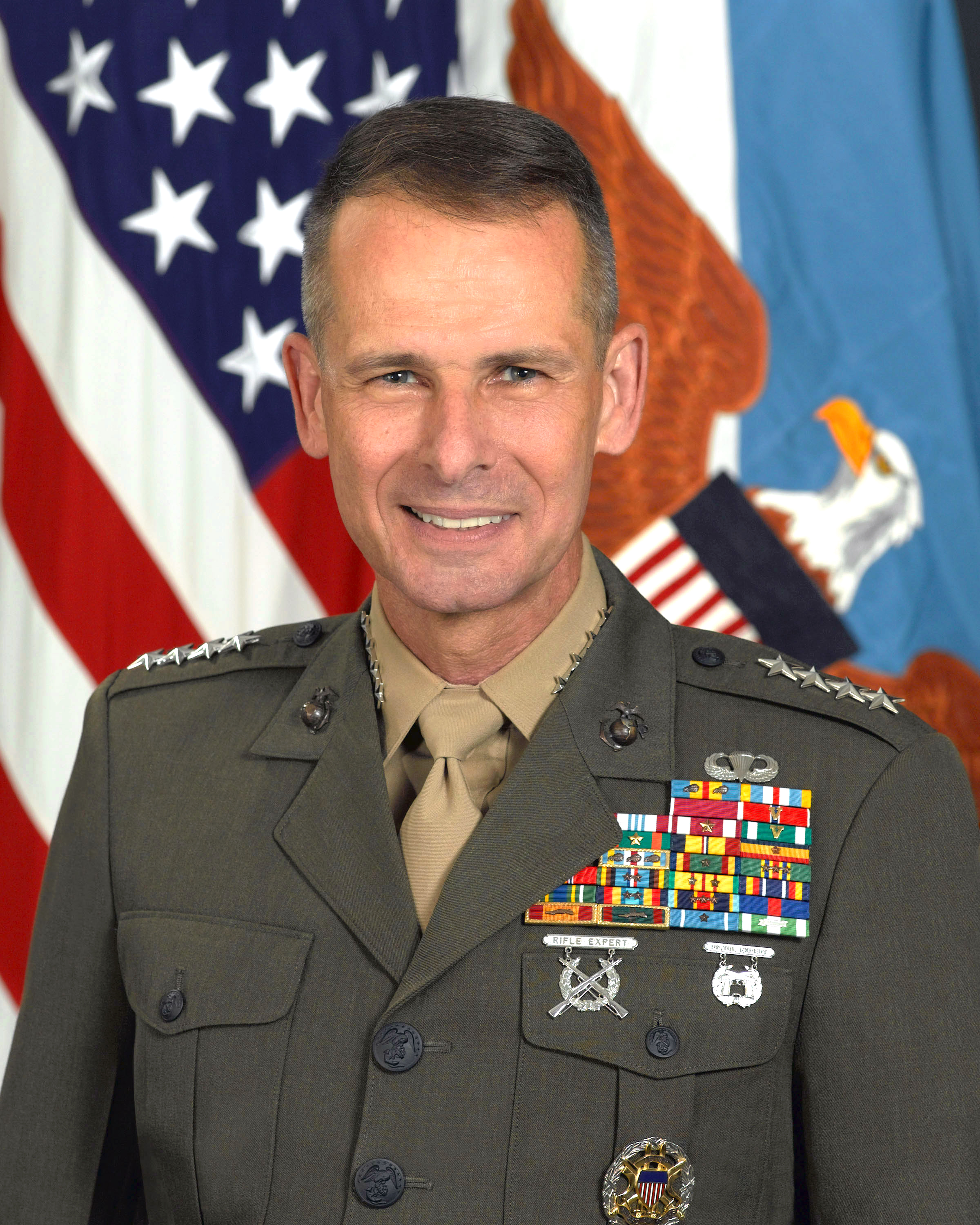
General Peter Pace

Peter Pace (* 5. November 1945 in Brooklyn, New York) ist ein ehemaliger General des United States Marine Corps und diente zuletzt vom 1. Oktober 2005 bis zum 1. Oktober 2007 als 16. Vorsitzender der Joint Chiefs of Staff und war damit ranghöchster Soldat der US-Streitkräfte. Er war der erste Offizier der Marines, der dieses Amt innehatte. Am 8. Juni 2007 wurde bekannt, dass Pace nicht – wie üblich – für eine weitere zweijährige Amtszeit als Vorsitzender nominiert wurde.

## Militärische Laufbahn

### Herkunft und Ausbildung

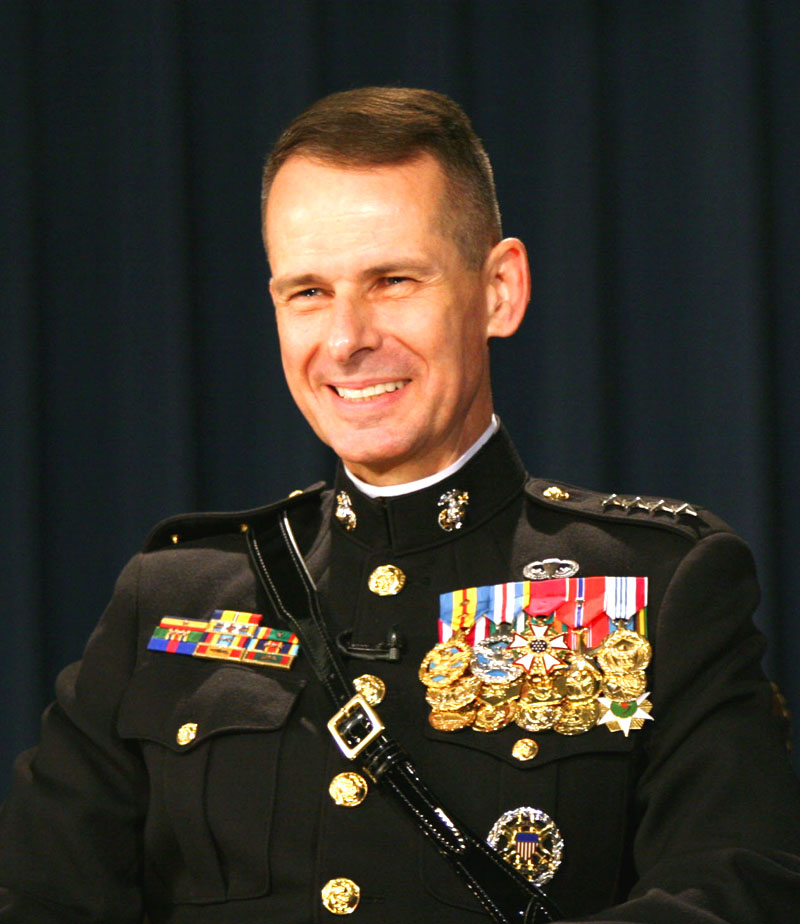
General Pace, 2005.

Pace wuchs in Teaneck, New Jersey, auf und erhielt nach dem Absolvieren der US Naval Academy in Annapolis (Maryland), 1967 das Offizierspatent als Second Lieutenant. Er machte später einen Master in Betriebswirtschaftslehre an der George Washington University und absolvierte das Programm für Nationale und Internationale Sicherheit der Harvard University für leitende Angestellte. 1992 graduierte er im Georgetown-Führungsseminar an der Edmund A. Walsh School of Foreign Service der Georgetown University.
Der Vater von Pace war ein Immigrant aus Italien. Pace ist verheiratet und hat zwei Kinder: eine Tochter und einen Sohn, der ebenfalls Offizier im US Marine Corps ist.

### Dienst im Vietnamkrieg
Nachdem er 1968 die Grundausbildung auf der Marine Corps Base Quantico in Virginia absolviert hatte, wurde er zum 2. Bataillon, 5. Marineinfanterieregiment der 1. US-Marineinfanteriedivision versetzt und diente im Vietnamkrieg bis 1969 erst als Platoonleader und später als stellvertretender Operationsoffizier.
Nach der Rückkehr aus Vietnam im März 1969 wurde er in die Marine Barracks Washington versetzt und diente dort als Leiter des Stabszuges des Marine-Corps-Instituts, als Zugführer in der Wachkompanie, als Führer Sicherungszug in Camp David, dem Landsitz des US-Präsidenten, und als Zugführer in einer Protokollkompanie. Im April 1971 wurde er zum Captain befördert und absolvierte im September des gleichen Jahres den Fortgeschrittenenkurs für Infanterieoffiziere in Fort Benning, Georgia. Ab Oktober 1972 absolvierte er seinen zweiten Auslandseinsatz. Er wurde in die Sicherungsabteilung der Marine Aircraft Group 15 des 1. Marine Aircraft Wing auf der Royal Thai Air Base Nam Phong in Thailand versetzt, wo er als Operationsoffizier und später als Erster Offizier diente.
Zurück in den Vereinigten Staaten ging er im Oktober 1973 in den Stab des Marine Corps und arbeitete dort als Assistierender Beobachter. Drei Jahre später, im Oktober 1976, wurde er dann abermals ins Camp Pendleton nach Kalifornien zur 1. US-Marineinfanteriedivision versetzt. Hier diente er als Operationsoffizier (S3) des 2. Bataillons des 5. Marineinfanterieregiments, als Erster Offizier des 3. Bataillons desselben Regiments und später im Stab der Division. Am 1. November 1977 wurde er in den Rang eines Majors befördert und ging im August 1979 an das Marine Corps Command and Staff College, um dort zu studieren.
Nach dem Abschluss am Command and Staff College wurde er im Juni 1980 als Kommandierender Offizier des Rekrutierungsbüros in Buffalo im US-Bundesstaat New York eingesetzt. In dieser Verwendung wurde er im Oktober 1982 zum Lieutenant Colonel befördert. Im Juni 1983 wurde er erneut nach Camp Pendleton versetzt und übernahm dort das Kommando über das 2. Bataillon des 1. Marineinfanterieregiments. Im Juni 1985 erhielt er dann die Chance, das National War College in Washington, D.C. zu besuchen. Nach seinem Abschluss im Juni 1986 wurde er wieder ins Ausland versetzt. Diesmal in den Kombinierten Stab in Seoul, Südkorea. Hier hatte er das Kommando über die gesamten Bodenstreitkräfte, bis er im April 1987 der Erste Offizier des Assistierenden Stabschefs (G3) des Verbundkommandos der UN/United States Forces Korea/8. US-Armee in der Armee-Garnison Yongsan wurde.
Im August 1988 kehrte Pace in die Vereinigten Staaten zurück, wurde im Oktober zum Colonel befördert und erhielt das Kommando über die Marine Barracks Washington. Im August des Jahres 1991 wurde er Stabschef der 2. US-Marineinfanteriedivision im Camp Lejeune, North Carolina.

### Stabsdienst

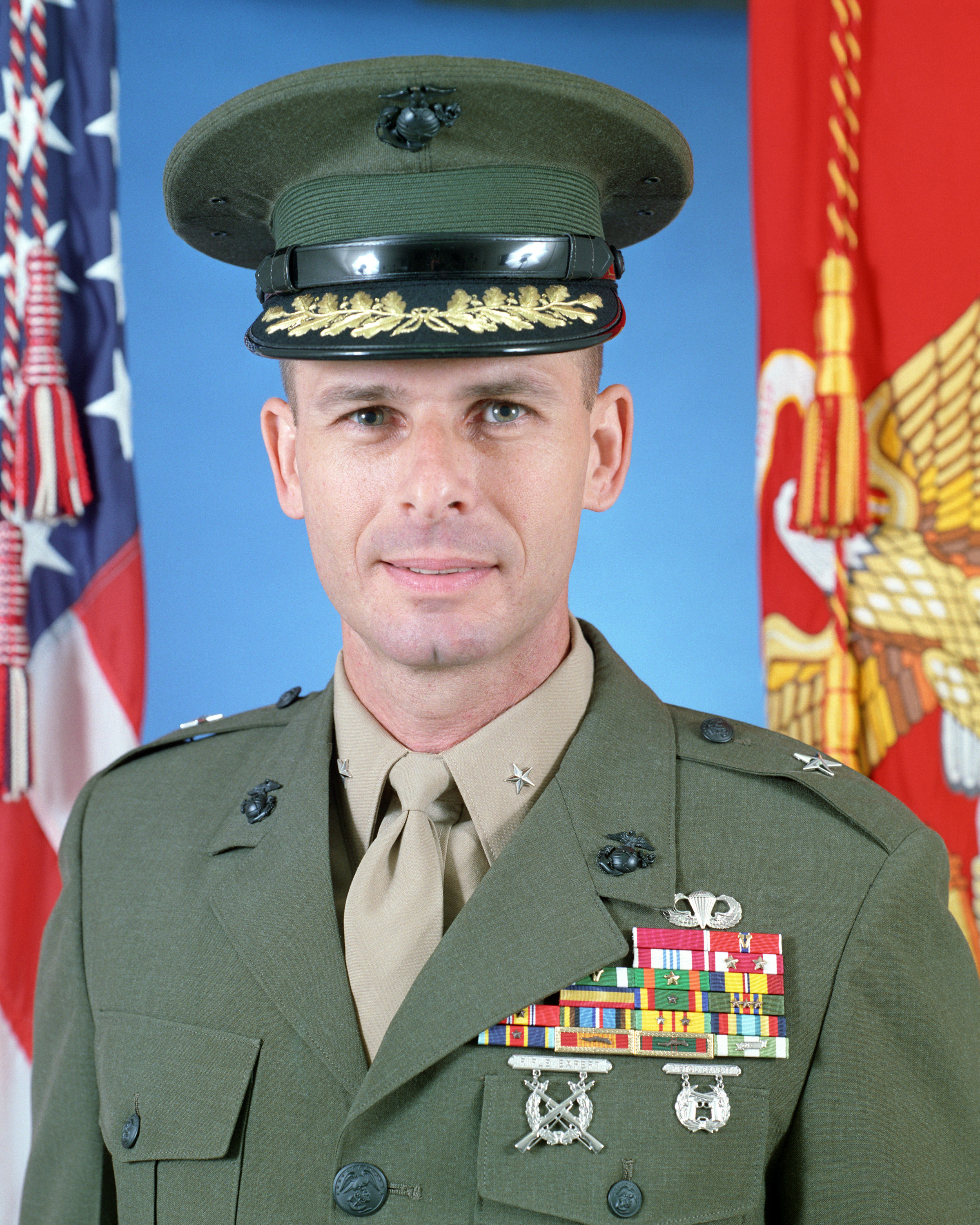
Pace als Brigadier General, 1992.

Im Februar 1992 wurde er dann Assistierender Divisionskommandeur und am 6. April zum Brigadier General ernannt. Am 13. Juli wurde er zum Präsidenten der Marine Corps University und Kommandierenden General der Schulen des US Marine Corps Combat Development Command in Quantico, Virginia, ernannt. In dieser Funktion diente er auch als stellvertretender Kommandeur der Marine Force des UNITAF-Einsatzes in Somalia von Dezember 1992 bis zum Februar 1993 (Operation Restore Hope) und als stellvertretender Kommandeur der Joint Task Force-Somalia vom Oktober 1993 bis März 1994.
Am 21. Juni 1994 wurde Pace zum Major General befördert und als Stabschef und stellvertretender Kommandeur der United States Forces Japan eingesetzt. Danach wurde er am 5. August 1996 zum Lieutenant General befördert und als Direktor für Operationen (J-3) im Joint Staff der US-Streitkräfte eingesetzt.
Vom 23. November 1997 bis zum Jahre 2000 diente Pace dann als Kommandeur der US Marine Corps Forces Atlantik/Europa/Süd. Am 8. September 2000 wurde er zum General befördert und übernahm das Kommando über das US Southern Command. Ein Jahr später, am 30. September 2001, wurde er von Donald Rumsfeld zum stellvertretenden Vorsitzenden der Joint Chiefs of Staff ernannt. Diesen Posten gab er dann am 12. August 2005 an Admiral Edmund P. Giambastiani ab.
Am 22. April 2005 nominierte US-Präsident George W. Bush Pace als Nachfolger von General Richard B. Myers als Vorsitzenden. Darauf sagte Pace: „Dies ist ein unbeschreiblicher Moment für mich. Es ist zugleich berauschend und ernüchternd. Es ist berauschend, weil ich die Möglichkeit habe, wenn ich vom Senat bestätigt werde, dieser großartigen Nation weiter zu dienen. Es ist ernüchternd, weil ich weiß, dass enorme Herausforderungen vor mir liegen.“
Am 29. Juni 2005 erschien Pace vor dem Armed Services Committee des US-Senats, der seine Nominierung prüfte und am 1. Oktober bestätigte.

### Öffentliche Ansichten über Homosexualität
Im Gespräch mit der Chicago Tribune vertrat Pace am 12. März 2007 die Meinung, dass „homosexuelle Handlungen“ „unmoralisch“ seien und dass das Militär dies nicht billigen sollte, indem es lesbischen Soldatinnen und schwulen Soldaten gestattet, offen zu dienen, da dies andere Immoralitäten begünstigen würde. Pace befürwortete, dass solches Benehmen militärisch diszipliniert werden sollte, da es analog zu einem Soldaten, der eine ehebrecherische Affäre mit dem Ehegatten eines anderen Soldaten unterhalte, sei. Im gleichen Gespräch sagte Pace jedoch, dass er die „don't ask, don't tell“-Politik des Pentagons unterstütze, nach der es seit der Clinton-Ära für Lesben und Schwule zulässig sei, im Militär zu dienen, solange sie ihre sexuelle Orientierung verheimlichen.
Die Äußerungen stießen auf harte Kritik insbesondere des Servicemembers Legal Defense Network (SLDN), das sich für die Rechte von Homosexuellen in den US-Streitkräften einsetzt. Pace weigerte sich, sich für seine Aussagen zu entschuldigen, stellte aber klar, dass seine Äußerungen seine persönliche Meinung darstellten und dass er nur die im Gesetz kodifizierte Politik unterstützen würde. Der US-Verteidigungsminister Robert Gates, der ebenfalls das geltende Gesetz unterstützte, kritisierte Pace nicht für seine darüber hinausgehenden Bemerkungen. Die „don't ask, don't tell“-Regelung wurde im September 2011 aufgehoben.

### Keine Verlängerung der Amtszeit als Vorsitzender derJoint Chiefs

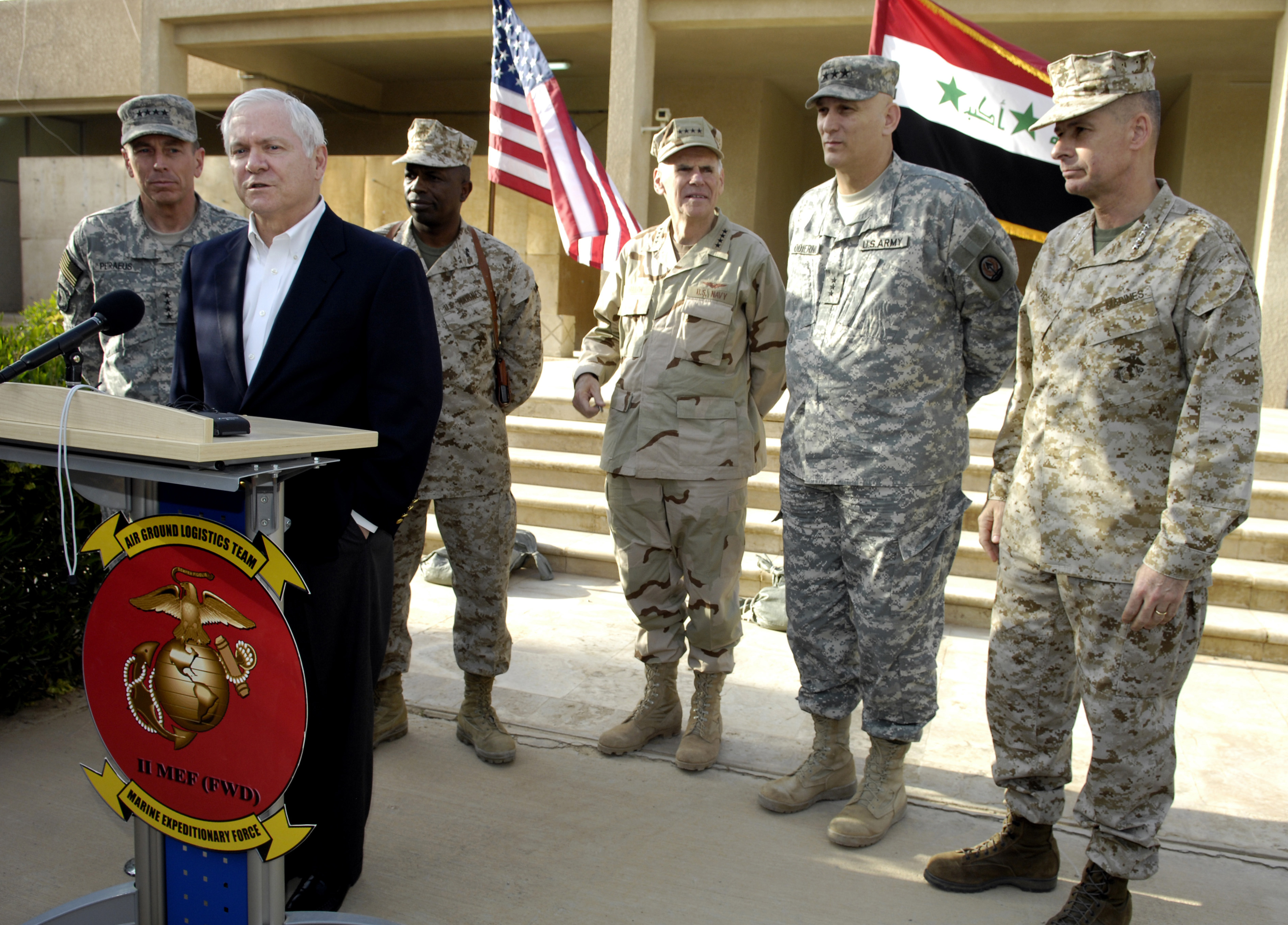
General Petraeus, US-Verteidigungsminister Gates, Generalmajor Gaskin, Admiral Fallon, Generalleutnant Odierno und General Pace, 2007.

Am 8. Juni 2007 nominierte US-Verteidigungsminister Robert Gates Admiral Michael G. Mullen als neuen Vorsitzenden der Joint Chiefs, da er fürchtete, für eine Verlängerung von Pace' Amtszeit im US-Senat keine Mehrheit zu bekommen. Nachdem die Demokraten, die sich im Wahlkampf als Irakkriegsgegner positioniert hatten, aus den US-Kongresswahlen von 2006 mit einer Mehrheit hervorgegangen sind, führte man die Schwierigkeiten für den Nominierungsprozess für eine weitere zweijährige Amtszeit für Pace einerseits auf Pace' öffentliche Ansichten zu Homosexuellen in den US-Streitkräften und andererseits darauf zurück, dass er der höchste militärische Berater des Präsidenten in einem außer Kontrolle geratenen Krieg war, der die Öffentlichkeit womöglich über das gesamte Ausmaß getäuscht hat. Aus Sicht des Pentagons bzw. der regierenden Republikaner, würde ein Bestätigungsverfahren vor dem US-Senatsausschuss so wahrscheinlich zu einer öffentlichkeitswirksamen Darstellung der verschiedenen politischen Positionen der Parteien zum Irakkrieg abdriften, die man so unterbindet.
Am 1. Oktober 2007 übergab Pace den Posten an Mullen und trat in den Ruhestand. Bereits einen halben Monat später kündigte US-Verteidigungsminister Gates an, Pace im Defense Policy Board Advisory Committee des Verteidigungsministeriums der Vereinigten Staaten einzusetzen. Dies ist ein Beraterausschuss zur Verteidigungspolitik der Vereinigten Staaten, in dem einige ehemalige Generäle, Admirale und zivile Bedienstete, darunter auch ehemalige Verteidigungsminister, vertreten sind.

## Auszeichnungen
Auszug, sortiert nach der Order of Precedence of the Military Awards
- Defense Distinguished Service Medal (4 ×)
- Army Distinguished Service Medal
- Navy Distinguished Service Medal
- Air Force Distinguished Service Medal
- Coast Guard Distinguished Service Medal
- Defense Superior Service Medal
- Legion of Merit
- Bronze Star
- Defense Meritorious Service Medal
- Meritorious Service Medal (2 ×)
- Navy & Marine Corps Commendation Medal
- Navy & Marine Corps Achievement Medal (2 ×)
- Navy Unit Commendation
- National Defense Service Medal (3 ×)
- Vietnam Service Medal (7 ×)
- Global War on Terrorism Service Medal
- Humanitarian Service Medal